# Kienzle
Kienzle ist ein deutscher Familienname, der seinen Ursprung im Schwäbischen hat.

## Namensträger

### Personen
- Alfons Kienzle (* 1950), deutscher Politiker (CDU)
- Alfred Kienzle (1913–1940), deutscher Wasserballspieler
- Bertram Kienzle (* 1948), deutscher Philosoph
- Helene Kienzle (1927–2017), deutsche Rollkunstläuferin
- Herbert Kienzle (1887–1954), deutscher Ingenieur und Industrieller, Gründer der Kienzle Apparate, Villingen
- Hermann Kienzle (1876–1946), Schweizer Kunsthistoriker, Schul- und Museumsdirektor
- Jakob Kienzle (1859–1935), Namensgeber der Uhrenfabrik Kienzle, Schwenningen
- Jochen Kienzle (* 1959), deutscher Kunstsammler
- Leonie Kienzle (* 1992), deutsche Schauspielerin
- Lorenz Kienzle (* 1988), Schweizer Eishockeyspieler
- Lorenz Kienzle (Fotograf) (* 1967), deutscher Fotograf
- Martin Kienzle (* 1992), deutscher Handballspieler
- Michael Kienzle (* 1945), deutscher Literaturwissenschaftler und Kommunalpolitiker (Grüne)
- Otto Kienzle (Schriftsteller) (1866–1945), deutscher Schriftsteller und Redakteur
- Otto Kienzle (Maler) (1886–nach 1956), deutscher Maler
- Otto Kienzle (Ingenieur) (1893–1969), deutscher Ingenieur und Hochschullehrer
- Paul Kienzle (1861–1941), deutscher Architekt und Hotelier
- Siegfried Kienzle (* 1938), österreichischer Dramatiker und Publizist
- Ulrich Kienzle (1936–2020), deutscher Journalist, Nahostexperte und Publizist (Hauser und Kienzle)
- Wilhelm Kienzle (1886–1958), Schweizer Innenarchitekt und Produktgestalter

### Unternehmen und Marken
- Kienzle Apparate, ein ehemaliges deutsches Industrieunternehmen
- Kienzle Uhren, ein ehemaliger Hersteller von Uhren

## Etymologie
Kienzle ist eine durch Entrundung entstandene Form von Künzel, analog zu Künzle. Dieser Name wiederum ist eine schwäbische Ableitung von Kunz. Kunz ist eine mit -z-Suffix gebildete Kurzform des Vornamens Konrad.